# Ni-Neith
Ni-Neith (o Hor-ni-Neith ) va ser possiblement un governant (faraó) de la dinastia 0 durant l'època predinàstica. Actualment, es desconeix informació sobre la seva família i la seva cronologia. Ni-Neith només es coneix fins ara per dues inscripcions d'argila en gerros cremats, que provenen de la tomba 257 a Helwan. La lectura del nom no està clara per la seva conservació. Egiptòlegs com Edwin van den Brink i Christiane Köhler defensen que cal llegir el nom com a "Ni-Neith". Encara està pendent una assignació temporal més precisa.